# Tạ Thiên Hoa
Tạ Thiên Hoa có tên tiếng Anh là Michael Tse (sinh ngày 15 tháng 7 năm 1967 tại Hồng Kông thuộc Anh) là một nam diễn viên truyền hình-diễn viên điện ảnh, vũ công kiêm ca sĩ nổi tiếng người Hồng Kông. Anh từng là diễn viên độc quyền của hãng TVB.

## Tiểu sử và sự nghiệp
Trước khi trở nên nổi tiếng trên con đường diễn xuất, nam diễn viên Tạ Thiên Hoa từng tốt nghiệp khóa học nhảy của đài TVB sau đó trở thành vũ công cho đài truyền hình TVB trong suốt 5 năm. Sau đó, anh rời đài TVB và thành lập cho mình một nhóm nhạc mang tên Phong Hoả Hải cùng với người bạn thân Trần Tiểu Xuân của mình. Rồi nhóm nhạc của anh cũng phát hành hai album CD trong các năm 1994 và năm 1995.
Đến năm 1996, anh tham gia vào đóng trong bộ phim Người trong giang hồ bộ phim đã rất thành công khi nhà sản xuất quyết định sản xuất thêm 9 phần nữa đồng thời trong giai đoạn này nhóm nhạc của anh cuối cùng cũng bị tan rã.
Năm 1997, anh tham gia vào đóng trong một vở nhạc kịch hiện đại mang tên Snow Wolf Lake, đến năm 1998, anh tham gia vào bộ phim truyền hình Nghĩa nặng tình sâu và chính thức trở thành diễn viên truyền hình, nghệ sĩ của đài TVB danh giá. Sau này, anh tiếp tục được giao cho nhiều vai diễn quan trọng trong nhiều bộ phim như: Hồ sơ trinh sát IV, Gia đình vui vẻ, Thực thi pháp luật,...
Đến năm 2006 với vai diễn trong bộ phim Đáng mặt nữ nhi đã tạo nên sự đột phá trong diễn xuất của anh sau đó trong năm 2007, anh cũng là nam diễn viên nhận được nhiều sự thành công sau khi tham gia vào bộ phận sản xuất chương trình danh tiếng Strictly Come Dancing và giành chiến thắng ở chương trình này gây sự chú ý với khán giả.
Với vai diễn xã hội đen "Anh Laughing" trong bộ phim thành công của TVB Học cảnh truy kích đã giúp anh trở thành cái tên đại chúng trên cộng đồng mạng cũng như với khán giả không chỉ ảnh hưởng trong nước mà còn ảnh hưởng đến tầm quốc tế. Sau đó, do sự thành công của nhân vật này mà TVB đã làm thêm bộ phim riêng cho Anh Laughing là Bước ngoặt do Tạ Thiên Hoa đóng vai chính.
Trong năm 2011, Tạ Thiên Hoa tiếp tục nhận được nhiều sự ủng hộ của khán giả khi tham gia vào hai bộ phim Tiềm hành truy kích và Bước ngoặt 2. Bộ phim Tiềm hành truy kích cũng giúp anh giành chiến thắng ở hạng mục Phim xuất sắc nhất tại Giải thưởng thường niên đài TVB năm 2011 đưa nam diễn viên thành sao hạng A.
Năm 2013 sau khi mãn hạn hợp đồng anh rời khỏi TVB và thành lập công ty riêng có tên Laughing Workshop.
Năm 2021, anh tham gia chương trình Anh trai vượt mọi chông gai, phát trên Mango TV cùng 30 nghệ sĩ nam khác. Nhờ được khán giả hưởng ứng lớn, anh tiếp tục ghi hình show thực tế mới, đắt show quảng cáo, sự kiện.

## Đời tư
Tạ Thiên Hoa bắt đầu hẹn hò với Lý Thiên Ân (Tina Lee) từ năm 1993 và kết hôn vào năm 2005 nhưng Lý thiên Ân gặp vấn đề về sinh nở. Sau 10 năm họ đã chào đón bé trai đầu tiên tên Thiên Thiên bằng phương pháp thụ tinh ống nghiệm vào năm 2014 và bé gái Mia năm 2018.

## Danh sách phim

### Phim truyền hình
| Năm       | Tên phim                           | Tựa tiếng Anh                                       | Vai diễn                        | Ghi chú |
| --------- | ---------------------------------- | --------------------------------------------------- | ------------------------------- | --- |
| 1995      | Nghĩa nặng tình thâm               | A Kindred Spirit 《真情》                           | Lo Sang-mun 羅生門 (Simon)      | |
| 1998      | Long hổ tranh hùng                 | Time Off 《生命有TAKE2》                            | Mak Sai-ho 麥世豪 (Thomas)      | |
| 1998      | Định mệnh                          | As Sure As Fate 《師奶強人》                        | Trịnh Vĩnh Kiện                 | |
| 1998      | Khoảnh khắc tuyệt vời              | Moments of Endearment 《外父唔怕做》                | Lee Chun-fai 李俊輝             | |
| 1998      | Đội hành động liêm chính 1998      | ICAC Investigators 1998 《廉政行動1998》            | Mak Kai-fai 麥嘉輝              | Tập 2: "The Hundred Million Rule" (億萬裁決) |
| 1999      | Hồ sơ trinh sát IV                 | Detective Investigation Files IV 《刑事偵緝檔案IV》 | Lưu Thế Xương                   | |
| 1999      | Lực lượng đặc biệt                 | Anti-Crime Squad 《反黑先鋒》                       | Turbo                           | |
| 1999      | Đối mặt (Song diện giai nhân)      | Face to Face 《雙面伊人》                           | Mok Yat-ming 莫一鳴             | |
| 1999      | Truyền thuyết Người Và Rồng        | Dragon Love 《人龍傳說》                            | Lui Tai-pang 雷大鵬             | |
| 1999      | Bức màn bí mật                     | Witness to a Prosecution 《洗冤錄》                 | Thiết Đan                       | |
| 2001      | Gia đình vui vẻ                    | Virtues of Harmony 《皆大歡喜》                     | Kim Nguyệt                      | Nominated – TVB Award for Best Actor (2001 & 2002) Nominated – My Favourite On-Screen Partners (Dramas) (Shared with Bondy Chiu and Cutie Mui) (2001 & 2002) |
| 2001      | Vượt rào                           | At Point Blank 《婚姻乏術》                         | Trần Tiểu Minh                  | |
| 2001      | Sóng gió phim trường               | Screen Play 《娛樂反斗星》                          | Lam Quảng Xương                 | |
| 2002      | Thực thi pháp                      | Legal Entanglement 《法網伊人》                     | Dương Minh (Joe)                | Nominated – TVB Award for Best Actor Nominated – My Favourite On-Screen Partners (Dramas) (Shared with Elaine Ng Yi-Lei) |
| 2002      | Nối lại tình xưa                   | Love and Again 《駁命老公追老婆》                   | Lưu Phúc Vinh                   | |
| 2003      | Gia đình vui vẻ 2 (bản hiện đại)   | Virtues of Harmony II 《皆大歡喜II》                | Kim Nguyệt (Marco)              | Nominated – TVB Award for Best Actor (2003 & 2004) Nominated – My Favourite On-Screen Partners (Dramas) (Shared with Nancy Sit, Frankie Lam, Joyce Chen, Bondy Chiu, Kingdom Yuen and Louis Yuen) |
| 2005      | Câu chuyện huyền ảo                | The Zone 《奇幻潮》                                 | Michael                         | Xuất hiện trong tập 8 "I Love You" (我愛你) |
| 2006      | Đáng mặt nữ nhi                    | La Femme Desperado 《女人唔易做》                   | Văn Cảnh Lương                  | Nominated – TVB Award for Best Actor Nominated - TVB Award for My Favourite Male Character Nominated - TVB Award for Most Improved Male Artiste (Top 5) |
| 2007      | Rước vợ đón lộc                    | Best Bet 《迎妻接福》                               | Hạ Nghĩa                        | |
| 2007      | Âm mưu bất thành                   | The Slicing of the Demon 《凶城計中計》             | Thủy Như Trần                   | |
| 2007      | Thử Thách Hôn Nhân.                | The Family Link 《師奶兵團》                        | Phương Ngạn Tổ (Joe)            | Nominated – TVB Award for Best Actor Nominated – TVB Award for My Favourite Male Character |
| 2007      | Nữ Trạng Tài Danh                  | Word Twisters' Adventures 《鐵咀銀牙》              | Phương Đường Kính               | |
| 2008      | Nữ hoàng cổ phiếu                  | The Money-Maker Recipe 《師奶股神》                 | Huỳnh Tử Thông                  | Nominated – TVB Award for My Favourite Male Character (Top 5) |
| 2009      | Học cảnh truy kích                 | E.U. 《學警狙擊》                                   | Lương Tiếu Đường (Anh Laughing) | Ming Pao Anniversary Award for My Most Supportive Performance TVB Award for Best Supporting Actor My AOD Favourite Awards for My Favorite Classic Role (5-Year Anniversary Special Award) Nominated – TVB Award for My Favourite Male Character (Top 5) |
| 2009      | Kẻ đánh thuê                       | You're Hired 《絕代商驕》                           | An Tổ Liên (Johnny)             | |
| 2010      | Chòm sao tình yêu                  | Cupid Stupid 《戀愛星求人》                         | Quan Tinh Hạo (Jeff)            | Warehoused overseas |
| 2010      | Ông xã vạn tuế                     | My Better Half 《老公萬歲》                         | Trình Nghĩa                     | Nominated – TVB Award for Best Supporting Actor |
| 2011      | Ván bài gia nghiệp                 | The Rippling Blossom 《魚躍在花見》                 | Ngư Chí Doanh                   | |
| 2011      | Sóng gió vương triều               | Relic of an Emissary 《洪武三十二》                 | Ngao TIếu Phong 敖笑風          | |
| 2011      | Tiềm hành truy kích                | Lives of Omission 《潛行狙擊》                      | Lương Tiếu Đường (Anh Laughing) | My AOD Favourites for My Favourite Drama Character (1 of 15) My AOD Favourites for My Favourite On Screen Couple (shared with Fala Chen) My AOD Favourites for My Favourite Drama Theme Song Beijing Youku Drama Awards for Best Actor of the Year (HK/Taiwan) Nominated - TVB Anniversary Award for Best Actor (Top 5) Nominated - TVB Anniversary Award for My Favourite Male Character (Top 5) Nominated - My AOD Favourites for Best Actor (Top 5) Nominated - Ming Pao Anniversary Award for Outstanding Actor in Television |
| 2012      | Ước mơ xa vời (Quyết trạch nam nữ) | L'Escargot 《缺宅男女》                             | Cao Hoành Chiêm (Jim)           | |
| 2012–2013 | Pháp võng truy kích                | Friendly Fire 《法網狙擊》                          | Cam Tổ Tán (Jay, JJ)            | |
| 2013      | Tây Thi tình sử (Anh hùng)         | Hero 《英雄》                                       | Việt vương Câu Tiễn             | |
| 2013      | Nữ cảnh tác chiến                  | Sergeant Tabloid 《女警愛作戰》                     | Lâm Nhất Nhất (Gordon, A1)      | My AOD Favourites for My Favourite Drama Character (1 of 15) Nominated - My AOD Favourites for Best Actor (Top 12) |
| 2013      | Không khoan nhượng                 | Sniper Standoff 《神槍狙擊2013》                    | Lý Hạo Dương                    | |
| 2015      |                                    | Father Is a Dragon 《爸爸是條龍》                   | Peng Fei 彭飛                   | |
| 2015      |                                    | Survivor Games with Bear Grylls 《跟着贝尔去冒险》  | Himself                         | Season 1. Male winner. |
| 2019      |                                    | Route                                               |                                 | |
| 2020      | Sứ đồ hành giả 3                   | Line Walker: Bull Fight 《使徒行者3》               | Tay bắn tỉa bí ẩn               | Cameo tập 37 |

### Phim điện ảnh
| Năm  | Tên phim                                                  | Tựa tiếng Anh                                                                  | Vai diễn                              | Ghi chú                                   |
| ---- | --------------------------------------------------------- | ------------------------------------------------------------------------------ | ------------------------------------- | ----------------------------------------- |
| 1985 |                                                           | Dead Curse 《猛鬼迫人》                                                        |                                       |                                           |
| 1994 |                                                           | The Other Side of the Sea 《海角危情》                                         |                                       |                                           |
| 1995 | Tuyệt đao                                                 | The Blade 《刀》                                                               | Skeleton                              |                                           |
| 1995 |                                                           | The Golden Girls 《山水有相逢》                                                | actor                                 |                                           |
| 1996 | Người trong giang hồ                                      | Young and Dangerous 《古惑仔之人在江湖》                                       | Tai Tin Yee 大天二                    |                                           |
| 1996 | Người trong giang hồ 2                                    | Young and Dangerous 2 《古惑仔2之猛龍過江》                                    | Tai Tin Yee 大天二                    |                                           |
| 1996 | Người trong giang hồ 3                                    | Young and Dangerous 3 《古惑仔3之隻手遮天》                                    | Tai Tin Yee 大天二                    |                                           |
| 1996 | Người trong giang hồ: Long hổ đường cùng                  | Street of Fury 《龍虎砵蘭街》                                                  | Fu 虎                                 |                                           |
| 1996 | Đại Tam Nguyên                                            | Tri-Star 《大三元》                                                            | passerby laughing at Qiang            |                                           |
| 1996 |                                                           | Feel 100%, Once More 《百分百岩Feel》                                          | Galinano                              |                                           |
| 1996 |                                                           | Best of the Best 《飛虎雄心2傲氣比天高》                                       | Hommie Chu Ka-choi                    |                                           |
| 1996 |                                                           | Growing Up 《人細鬼大》                                                        | Michael Fung                          |                                           |
| 1997 | Người trong giang hồ 4 (Cổ Hoặc Tử 4: Chiến Vô Bất Thắng) | Young and Dangerous 4 《97古惑仔戰無不勝》                                     | Tai Tin Yee 大天二                    |                                           |
| 1997 | Chuỗi ngày hữu hình                                       | Those Were the Days 《精裝難兄難弟》                                           | man with lighter in Ku Wak Chai movie |                                           |
| 1997 | Whatever Will Be, Will Be 《迷失樂園》                    |                                                                                |                                       |                                           |
| 1997 | Kẻ săn người điên loạn                                    | The Peeping Tom 《赤足驚魂》                                                   | Inspector Ken Cheng                   |                                           |
| 1998 | Phong vân hùng bá thiên hạ                                | The Storm Riders 《風雲雄霸天下》                                              | Frost 秦霜                            |                                           |
| 1998 |                                                           | Rape Trap 《強姦陷阱》                                                         | Leung Chun-wah                        |                                           |
| 1998 |                                                           | You Light Up My Life 《想見妳》                                                | Tony                                  |                                           |
| 1998 | Shed No Tears 《男兒血淚》                                |                                                                                |                                       |                                           |
| 1998 |                                                           | Love & Let Love! 《生死戀》                                                    | Cliff's buddy                         |                                           |
| 1998 | Âm dương lộ 3                                             | Troublesome Night 3 《陰陽路之升棺發財》                                       | Daviv                                 |                                           |
| 1998 | Fatal Desire 《野性任務》                                 |                                                                                |                                       |                                           |
| 1999 |                                                           | I.C. Kill 《網上怪談之兇靈對話》                                               | Jim Cheung                            |                                           |
| 1999 | Tôi yêu 777                                               | My Loving Trouble 7 《我愛777》                                                | Steven                                |                                           |
| 1999 | The H.K. Triad 《O記三合會檔案》                          |                                                                                |                                       |                                           |
| 1999 |                                                           | The Young Ones 《監獄風雲之少年犯》                                            | Fat B                                 |                                           |
| 1999 |                                                           | The Masked Prosecutor 《夜叉》                                                 | Wan Chi-lin                           |                                           |
| 2000 |                                                           | Return to Dark 《改正歸邪》                                                    | Blondie                               |                                           |
| 2000 |                                                           | And I Hate You So 《小親親》                                                   | Dog owner in Antique shop             |                                           |
| 2000 |                                                           | Those Were the Days... 《友情歲月之山雞故事》                                  | Tai Tin Yee 大天二                    | Spin-off to Young and Dangerous franchise |
| 2000 |                                                           | Conspiracy 《赤裸紅唇》                                                        | Andy Yeung                            |                                           |
| 2000 | Cổ Hoặc Tử 6: Kẻ thắng làm vua                            | Born to Be King 《勝者為王》                                                   | Michael                               |                                           |
| 2000 |                                                           | Twilight Garden 《幽谷約會》                                                   | Wah 阿華                              |                                           |
| 2000 | Queenie & King the Lovers 《Ｑ畸戀人》                    |                                                                                |                                       |                                           |
| 2001 |                                                           | The Final Winner 《古惑仔之出位》                                              | Wong Po                               |                                           |
| 2001 |                                                           | The Losers' Club 《廢柴同盟》                                                  | Chiu                                  |                                           |
| 2001 | Devil Eye 《我真係見到鬼》                                |                                                                                |                                       |                                           |
| 2001 |                                                           | Killing End 《殺科》                                                           | So Wai Fai                            |                                           |
| 2001 | Bất tử tình mê                                            | Bullets of Love 《不死情謎》                                                   | cop shot in the street                |                                           |
| 2002 | Mặt Nạ Đen 2                                              | Black Mask 2: City of Masks 《黑俠 II》                                        | Iguana (Lồng tiếng Quảng Đông)        |                                           |
| 2002 |                                                           | Women From Mars 《當男人變成女人》                                             | Gangster in hell                      |                                           |
| 2003 |                                                           | The Secret Society - Boss 《江湖篇之大佬》                                     | Lee Sir 李Sir                         |                                           |
| 2003 | The Princess of Temple Street 《廟街公主》                |                                                                                |                                       |                                           |
| 2003 |                                                           | Kidnap the Wrong Person 《綁錯義嫂著錯草》                                     | Nonsense                              |                                           |
| 2004 |                                                           | Cow Unbowed 《誓不低頭》                                                       | Ko Fung                               |                                           |
| 2004 | Who is the Next Boss 《新一代接班人之殺戮江湖》           |                                                                                |                                       |                                           |
| 2005 |                                                           | Set Up 《凶男寡女》                                                            | Ted                                   |                                           |
| 2005 |                                                           | The Sequence of Underground 《街頭風雲之地下秩序》                             | Tak                                   |                                           |
| 2009 | Bước ngoặt                                                | Turning Point 《Laughing Gor之變節》                                           | Lương Tiếu Đường (Sếp Laughing)       |                                           |
| 2010 | 72 khách trọ                                              | 72 Tenants of Prosperity 《72家租客》                                          | Anh Laughing                          |                                           |
| 2010 | Dê dễ chịu và Sói to lớn                                  | Pleasant Goat and Big Big Wolf: The Tiger Prowess 《喜羊羊與灰太狼之虎虎生威》 | Big Big Wolf (Lồng tiếng Quảng Đông)  |                                           |
| 2010 | Tinh vũ môn 2                                             | Kung Fu Hip-Hop 2 《精舞門2》                                                  | Ran Qiu 冉秋                          |                                           |
| 2011 | Tôi yêu Hồng Kông                                         | I Love Hong Kong 《我愛HK開心萬歲》                                            | '87 Gang leader 87年江湖大佬          |                                           |
| 2011 | Lâu đài mặt trăng: Cuộc phiêu lưu trong không gian        | Moon Castle: The Space Adventure 《喜羊羊與灰太狼之兔年頂呱呱》                | Big Big Wolf (Lồng tiếng Quảng Đông)  |                                           |
| 2011 | Huynh Đệ Phúc Lộc Thọ                                     | The Fortune Buddies 《勁抽福祿壽》                                             | Brother Wah 華哥                      |                                           |
| 2011 | Bước ngoặt 2                                              | Turning Point 2 《Laughing Gor之潛罪犯》                                       | Lương Tiếu Đường (Sếp Laughing)       |                                           |
| 2013 | Tôi yêu Hồng Kông 2013                                    | I Love Hong Kong 2013 《2013我愛HK 恭喜發財》                                  | Ha Sek-sam (Youth) 夏石森（青年）     |                                           |
| 2013 | Thần thám xuất thần                                       | Badges of Fury 《不二神探》                                                    | Yao Yiwei 姚一偉                      |                                           |
| 2014 | Anh em có nhau (Đàn ông không thể nghèo)                  | Golden Brother 《男人唔可以窮》                                                | Chow Seung-tak 周常德                 |                                           |
| 2015 | Thần thám giá đáo 2015                                    | An Inspector Calls 《浮華宴》                                                  | Super waiter                          |                                           |
| 2015 | Anh hùng cầu lông 2015                                    | Full Strike 《全力扣殺》                                                       | Inspector Cheung                      |                                           |
| 2015 | Mê thành                                                  | Wild City 《迷城》                                                             | George Cheung 蔣家興                  |                                           |
| 2015 | Siêu nhân bánh rán                                        | Jian Bing Man 《煎餅俠》                                                       | Himself                               |                                           |
| 2016 | Tam nhân hành                                             | Three 《三人行》                                                               |                                       |                                           |
| 2018 | Huynh đệ hoàng kim                                        | Golden Job 《黃金兄弟》                                                        | Bill Leung                            |                                           |
| 2018 | Săn bão                                                   | L Storm 《L風暴》                                                              | Tik Wai-kit 狄偉杰                    |                                           |
| 2018 | Love Illusion 《三國殺·幻》                               |                                                                                |                                       |                                           |
| 2020 | Vô gian hành giả: Sinh tử tiềm hành                       | The Infernal Walker 《無間行者之生死潛行》                                     | Ting Cheuk-fei 丁卓飛                 |                                           |
| 2021 | G Phong bạo                                               | G Storm 《G風暴》                                                              | Tik Wai-kit 狄偉杰                    |                                           |
| 2021 | Sự hành động chống đua xe                                 | Anti Racing Action 《反飆車行動》                                              | Ching Chi-fei 程志飛                  |                                           |
| TBD  |                                                           | Lost but Win 《風速極戰》                                                      | Wah 阿華                              |                                           |